# Jean Carlo Simancas
Rafael Ignacio Briceño Simancas (Maracaibo, 17 de julio de 1949), conocido artísticamente como Jean Carlos Simancas, es un actor de televisión y de teatro venezolano.

## Biografía
Inició sus estudios de arte dramático mientras estudiaba en el colegio y continuó con su formación en el Teatro Universitario del Zulia.
Los lunáticos fue su primera obra, a la que le siguieron Un domingo en Nueva York, El séptimo ángel, Romeo y Julieta, Vidas privadas y El último de los amantes ardientes.
Realizó trabajos en televisión de reparto hasta que consiguió su primer protagónico en la telenovela Tormento junto a Mayra Alejandra y José Luis Rodríguez. En teatro, en 1979, interpretó al cantante franco-argentino Carlos Gardel en su versión original de la obra El día que me quieras, con el Grupo Actoral 80. En ese mismo año interpretó al Conde Drácula en la obra homónima de Hamilton Deane, basada en la novela gótica de Bram Stoker.
En 1981 protagonizó junto a Mayra Alejandra la telenovela Luisana mía, que fue un éxito en Venezuela. A fines de 1981 y en 1982, fue contratado para protagonizar dos telenovelas puertorriqueñas: El amor nuestro de cada día y La jibarita. 
En 1986 protagonizó junto a Mimí Lazo la telenovela Viernes Negro de Venezolana de Televisión, y en 1988 apareció junto a Mimí Lazo en Intermezzo, producida por Progesa de Jorge Félix.
En 1991 y 1992, participó en las telenovelas como Mundo de fieras y La revancha, en su Venezuela natal. 
En 1992, hace Por amarte tanto, junto a Viviana Gibelli y Carolina Cristancho, para 1995 se convierte en el Chalanero en Ka Ina, exitosa superproducción ambientada en la selva amazónica.
Después de un receso en Venevisión, vuelve en 1997 junto a Jeannette Rodríguez en la telenovela Todo por tu amor. Para el nuevo milenio vuelve a sus raíces a través de la extinta RCTV, siendo el padre de la protagonista convirtiéndola en una Niña mimada, protagonizada por Eileen Abad y Marcelo Cezán.
En el 2001, retorna como el villano principal de Más que Amor... Frenesí, donde le hizo cuadritos a Mario Cimarro; sin duda un excelente carrera actoral.
Actuó como el padre de la Pelusa en la telenovela estelar de Venevisión La viuda joven y como Inocente Castillo de Válgame Dios, también actuó en la novela Misterios de familia. como Simón Garrido.
Ese mismo año también retornó al teatro, donde interpretó el monólogo de su autoría "Sangrando por la herida y Crónicas de un feminista"; y en 2006 protagonizó con gran éxito la obra "Infielmente tuyo". Al mismo tiempo que en sus inicios se dedicaba al teatro, Simancas desarrolló su carrera como actor profesional en televisión, Venezuela, donde se convirtió en el verdadero ícono de las telenovelas, en su país.
Su más reciente obra teatral se titula: "Divorciémonos cariño" del escritor Zuliano Enrique Salas y dirigida por Elba Escobar, con las actuaciones de la animadora y actriz Josemith Bermúdez y el actor Adrián J. Matos. La pieza es producida por Caracucho Producciones. Actualmente también participa en Venezolanos desesperados.
Estuvo casado con la Miss Venezuela 1980, Maye Brandt, la cual se suicidó un año después de contraer nupcias.

## Filmografía
| Telenovelas | Telenovelas                                       | Telenovelas                       | Telenovelas |
| Año         | Título                                            | Personajes                        |             |
| ----------- | ------------------------------------------------- | --------------------------------- | ----------- |
| 1975        | Valentina                                         | Eduardo Lacoste                   |             |
| 1976-1977   | Carolina                                          | Ricardo Jiménez                   |             |
| 1977        | Iliana                                            |                                   |             |
| 1977        | Tormento                                          | Padre Pablo                       |             |
| 1977        | La hija de Juana Crespo                           | David                             |             |
| 1978        | Mariela, Mariela                                  | Gabriel                           |             |
| 1979        | Sangre azul                                       | Armando Belmonte                  |             |
| 1981        | Luisana mía                                       | Juan Miguel Bernal                |             |
| 1981        | Marielena                                         | Daniel                            |             |
| 1981        | Luz Marina                                        | Mario Alcántara                   |             |
| 1982        | ¿Qué pasó con Jacqueline?                         | Alejandro Ascanio                 |             |
| 1982        | Claudia                                           | Gustavo                           |             |
| 1983        | Amor gitano                                       | Augusto                           |             |
| 1985        | Más allá del silencio                             |                                   |             |
| 1986        | Amor prohibido                                    | Miguel Ángel                      |             |
| 1986        | Viernes Negro                                     | Garabato                          |             |
| 1987        | Mi nombre es amor                                 | Joaquín Almada                    |             |
| 1988        | Intermezzo                                        | Juan Carlos                       |             |
| 1989-1990   | La revancha                                       | Alejandro Maldonado               |             |
| 1990        | L'aventure extraordinaire d'un papa peu ordinaire | Domingo Villaverde                |             |
| 1990        | Disparen a matar                                  | Santiago                          |             |
| 1991-1992   | Mundo de fieras                                   | José Manuel Bustamante            |             |
| 1992-1993   | Por amarte tanto                                  | Luis Arturo Ramírez               |             |
| 1995        | Ka Ina                                            | Ricardo León "El Chalanero"       |             |
| 1997        | Todo por tu amor                                  | Samuel Montalbán                  |             |
| 1999-2000   | Toda mujer                                        | Marcelo Bustamante                |             |
| 1999-2000   | Niña mimada                                       | Aurelio Echegaray                 |             |
| 1999-2000   | El país de las mujeres                            | Fabián Aristimuño                 |             |
| 1999-2000   | Rizo                                              | Alejandro del Rey                 |             |
| 2001        | Más que amor, frenesí                             | Oréstes Lara                      |             |
| 2003-2004   | La Invasora                                       | Ignacio Martínez Aguiar           |             |
| 2004-2005   | Negra consentida                                  | Caetano Nascimento                |             |
| 2005        | Amantes                                           | Humberto Rivera                   |             |
| 2006        | Chao Cristina                                     | Marcelo Bolívar                   |             |
| 2006        | Por todo lo alto                                  | Ignacio Urquiaga                  |             |
| 2008        | Arroz con leche                                   | Fabio 'El Chef'                   |             |
| 2008        | ¿Vieja yo?                                        | Justo Ramírez                     |             |
| 2010-2011   | La mujer perfecta                                 | Cruz Mario Polanco                |             |
| 2011        | La viuda joven                                    | Salomón "El Pelúo" / Diego Luna   |             |
| 2012        | Válgame Dios                                      | Inocente Castillo                 |             |
| 2014        | Corazón esmeralda                                 | César Augusto Enrique Salvatierra |             |
| 2016        | Escándalos                                        | Claudio Van Der Dys               |             |